# Mendonça
Mendonça é um município brasileiro do estado de São Paulo. A cidade faz parte da região metropolitana de São José do Rio Preto. Sua população, conforme o Censo 2022 (IBGE) era de 6 159 habitantes.

## História
Mendonça foi fundada em 1928 por Lázaro Soares Dias, após ter conseguido a autorização do proprietário da terra, Jacinto de Souza. Inicialmente o povoado se chamava Vila São Jacinto.

### Formação territorial-administrativa
Histórico da formação do município:
- Distrito de Vila Mendonça criado no município de São José do Rio Preto pela Lei nº 2.624, de 14/01/1936.
- Denominação alterada para Mendonça pelo Decreto nº 11.069, de 04/05/1940.
- Distrito transferido para o município de Nova Aliança pelo Decreto-Lei nº 14.334, de 30/11/1944.
- Município criado pela Lei nº 5.285, de 18/02/1959.

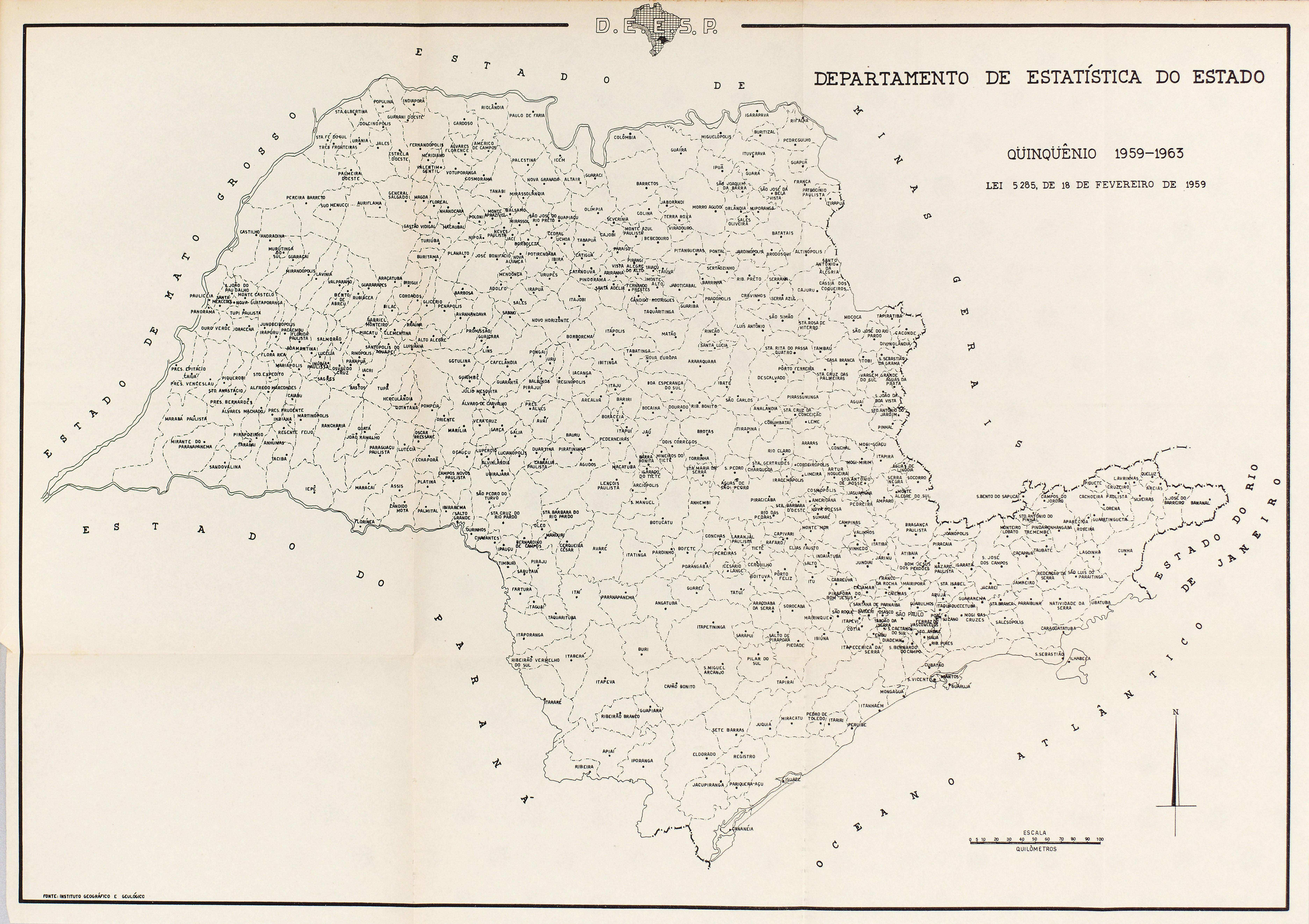
Estado de São Paulo (1959).

## Geografia
Localiza-se a uma latitude 21º10'00" sul e a uma longitude 49º34'51" oeste, estando a uma altitude de 484 metros. Possui uma área de 195,0 km².

### Hidrografia
- Rio Tietê
- Rio do Cubatão
- Ribeirão do Borá
- Ribeirão da Fartura

### Rodovias
- SP-304
- SP-355

## Demografia

### População
| Crescimento populacional                             | Crescimento populacional | Crescimento populacional | Crescimento populacional |
| Ano                                                  | População Total          |                          | %±                       |
| ---------------------------------------------------- | ------------------------ | ------------------------ | ------------------------ |
| 1960                                                 | 3 654                    |                          | —                        |
| 1970                                                 | 4 205                    |                          | 15,1%                    |
| 1980                                                 | 3 999                    |                          | −4,9%                    |
| 1991                                                 | 3 501                    |                          | −12,5%                   |
| 2000                                                 | 3 759                    |                          | 7,4%                     |
| 2010                                                 | 4 640                    |                          | 23,4%                    |
| 2022                                                 | 6 159                    |                          | 32,7%                    |
| Est. 2024                                            | 6 369                    | [ 10 ]                   | 3,4%                     |
| Fontes: Censos Demográficos IBGE e Estimativas SEADE |                          |                          |                          |

### Dados demográficos
Dados do Censo - 2010
População total: 4.640
- Urbana: 3.793
- Rural: 847
- Homens: 2.357[14]
- Mulheres: 2.283

Densidade demográfica (hab./km²): 23,79
Dados do Censo - 2000
Mortalidade infantil até 1 ano (por mil): 15,57
Expectativa de vida (anos): 71,38
Taxa de fecundidade (filhos por mulher): 2,06
Taxa de Alfabetização: 87,17%
Índice de Desenvolvimento Humano (IDH-M): 0,771
- IDH-M Renda: 0,700
- IDH-M Longevidade: 0,773
- IDH-M Educação: 0,841

(Fonte: IPEADATA)

## Infraestrutura

### Comunicações
O sistema de telefones automáticos foi inaugurado na cidade em 1981 pela Telecomunicações de São Paulo (TELESP), que também implantou o sistema de discagem direta à distância (DDD) em 1986 com o código de área (0172). Anteriormente a cidade era atendida pela Companhia de Telecomunicações do Estado de São Paulo (COTESP).
Na década de 90 o código DDD da cidade foi alterado para (017), para padronização do sistema telefônico com a telefonia celular que estava sendo implantada em todo o estado.

## Religião
O Cristianismo se faz presente na cidade da seguinte forma:

### Igreja Católica
- A igreja faz parte da Diocese de São José do Rio Preto.[19]

### Igrejas Evangélicas
Entre as igrejas protestantes históricas, pentecostais e neopentecostais, encontram-se na cidade:
- Assembleia de Deus Ministério do Belém.[22][23]
- Congregação Cristã no Brasil.[24]